# Raoul Laparra
Pour les personnes ayant le même patronyme, voir Laparra.
Raoul Laparra, né le 13 mai 1876 à Bordeaux, et mort lors du bombardement sur Boulogne-Billancourt le 4 avril 1943, est un compositeur français.

## Biographie
Fils du négociant Joseph Édouard Laparra, né à Omps (Cantal), et de Marguerite Mollo, Raoul Laparra naît à Bordeaux le 13 mai 1876. Il donne son premier concert dès l’âge de 9 ans. Il entre au Conservatoire de musique et de déclamation à Paris et devient l’élève d'Albert Lavignac, d’André Gedalge et de Jules Massenet. Il obtient le Grand Prix de Rome en 1903 avec la cantate Ulysse. Il écrit un Quatuor d’archets, une Sonate en la mineur pour violon et piano, des mélodies sur des thèmes populaires espagnols, une suite de 72 mélodies en 6 volumes intitulée "Le Missel Chantant, Suite de mélodies sur de vieilles poésies françaises", des suites comme Dimanche basque (1907), En marge de Don Quichotte.
Dès 1899, il donne son opéra Peau d'âne à Bordeaux, puis La Habanera, drame lyrique en trois actes, représenté à l’Opéra-comique le 26 février 1908, qui lui assure la notoriété. Il complète le premier volet de son triptyque par la Jota (26 avril 1911) et la Malagueña.
Le Joueur de Viole sera créé à l’Opéra-comique le 24 décembre 1925, l’Illustre Fregona paraîtra sur une scène tournante à l’Opéra, le 16 février 1931, qui fit de la poursuite, au finale, un épisode d’une inoubliable gaîté.
Il reste l’un des maîtres de l’hispanisme français sans pour autant rester enfermé dans cette spécialité.
Il est le frère du peintre William Laparra. Il est enterré à Chézy-sur-Marne.

## Œuvre (incomplète)
- 1902 : Lieds de notre amour Mélodies en anglais (traduites par Marie Shanafelt) (Société Nouvelle d'Editions Musicales)
- 1903 : Alyssa, Légende irlandaise. Orchestre et soliste, sur des paroles de Margueritte Coiffier et Eugène Adenis (Enoch & Cie). Premier Grand Prix de Rome.
- 1907 : Lettre à une espagnole, Mélodie pour voix et piano (Enoch & Cie)
- 1907 : La habanera, Drame lyrique en 3 actes (Enoch & Cie)
- 1908 : Jamais Mélodie pour voix et piano tirée de la fantaisie pour piano de Schubert, sur des vers d'Alfred de Musset (Lafitte)
- 1909 : Un grand sommeil noir, Mélodie sur des vers de Paul Verlaine (Lafitte)
- 1909 : Nuages (Lafitte)
- 1911 : Valse lente pour piano seul (Lafitte)
- 1911 : 1e sonate pour violon et piano (Hamelle)
- 1911 : La jota, Conte lyrique en 2 actes (Enoch & Cie)
- 1913 : Rythmes espagnols pour piano seul (Enoch & Cie)
- 1920 : 16 Mélodies sur des thèmes populaires d'Espagne (Heugel)
- 1921 : Suite ancienne en marge de Don Quichotte, arrangée pour violon, alto et piano (Heugel)
- 1924 : La beauté, mélodie pour voix et piano (Manuscrit)
- 1924 : Dieu qu'il l fait bon regarder ! sur des vers de Charles d'Orléans (extrait du Missel chantant) (Heugel)
- 1924 : Le missel chantant (Heugel)
- 1925 : Le joueur de viole, Conte lyrique en 4 actes (Heugel)
- 1926 : Dix Mélodies sur des poésies de Charles Baudelaire et Jean de La Fontaine (Choudens)
- 1927 : Suite pour piano (Heugel)